# Le Mans Series 2011
Die Le-Mans-Series-Saison 2011 war die achte Saison der Le Mans Series, die vom Automobile Club de l’Ouest veranstaltet wurde. 

## Renngeschichte
Sie umfasste fünf Rennen die vom 3. April 2011 bis zum 25. September ausgetragen wurden. Bei den Rennen in Spa, Imola und Silverstone war zusätzlich der Intercontinental Le Mans Cup vertreten. Am 12. November wurde im chinesischen Zhuhai ein weiteres Rennen des Intercontinental Le Mans Cups ausgetragen. Alle Rennen wurden als 6-Stunden-Rennen ausgetragen, zudem sind die Rennklassen aus der vorigen Saison hinfällig, die LMP1 hieß nun LMPE und die LMP2 nun LMPC, die GT1 entfiel ersatzlos, dafür wurde die GT2-Klasse in GTE-Pro- und GTE-Am-Klasse unterteilt. Die GTE-Pro wurde von Werksfahrern befahren, die GTE-Am-Klasse ausschließlich von Privatfahrern.

## Rennkalender
Im Rennkalender wird es wieder einige Änderungen geben, so ist das Rennen am Hungaroring in Ungarn aus dem Kalender gefallen, dafür findet die Strecke in Imola wieder einen Platz im Rennkalender. Auch das Rennen in Portugal ändert sich, jedoch zieht man hier lediglich von Portimão nach Estoril um.
| Nr. | Datum         | Rennen                                 | Rennstrecke                  |
| --- | ------------- | -------------------------------------- | ---------------------------- |
| 1   | 3. April      | 6 Stunden von Le Castellet             | Circuit Paul Ricard          |
| 2   | 8. Mai        | 6-Stunden-Rennen von Spa-Francorchamps | Circuit de Spa-Francorchamps |
| 3   | 3. Juli       | 6-Stunden-Rennen von Imola             | Imola                        |
| 4   | 11. September | 6-Stunden-Rennen von Silverstone       | Silverstone                  |
| 5   | 25. September | 6 Stunden von Estoril                  | Estoril                      |